# توخلا ژارسکا
توخلا ژارسکا (به لاتین: Tuchola Żarska) یک منطقهٔ مسکونی در لهستان است که در Gmina Lubsko واقع شده‌است.

## خصوصیات
توخلا ژارسکا ۵۱۸ نفر جمعیت دارد.